# Еекатль

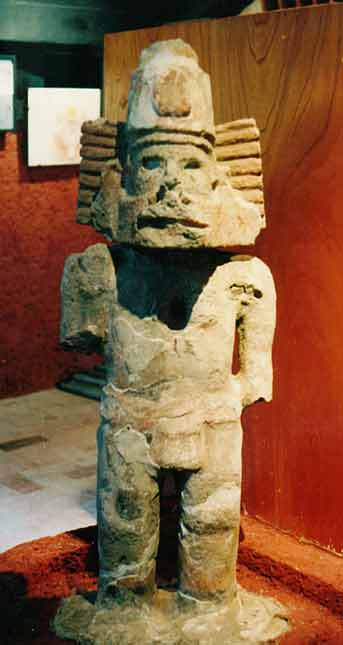

Еекатль (Ehecatl) — божество вітру з ацтекської міфології. Також присутній в міфах багатьох народів Месоамерики, зокрема мая. Є одним з уособлень бога Кетцалькоатля.

## Опис
Еекатль в ієрогліфічній формі виражений через вітряну маску червоного кольору. Іноді зображується з двома виступаючими масками у формі качиного дзьоба, через які дме вітер. При цьому нижня частина обличчя більш витягнута уперед. На грудях носить равлика. Тулуб у нього мавпи (пов'язано з подіями 2 Сонця), змією замість хвоста.

## Міф
Еекатль означає вітер, який також асоціюється з Кецалькоатля (Еекатль-Кетцалькоатль), тому що, на думку ацтеків, він був також повелителем вітрів і тому ще й подихом життя. Один з днів ацтекського календаря має назву Еекатль. Оскільки вітер дме у всіх напрямках, Еекатль був пов'язаний з усіма сторонами світу.
Як іпостась Кетцалькоатля був другим Сонцем (епохою) в ацтеків — епохою вітра (Еекатонатіу). Вона тривала 4010 років. Вважався Золотим часом. Тескатлипока перетворився на ягуара і одним ударом скинув Сонце на землю. І знову земля залишилася без Сонця. Зчинився страшенний вітер і повалив всі дерева. Все, що було на землі, було винесене вітром. Велика частина людей загинула. Ті люди, що залишилися живими, перетворилися на мавп. Це тривало 676 років.
Еекатль також фігурує як один з богів творця і культових героїв у міфі створення світу в культурах Центральної Мексики. Коли створювалося 5 Сонце, саме Еекатля дмув й Сонце-Нанауацін і Місяць-Текусістекатль рушили з місця. Тому надалі завдяки Еекатлю відбувається рух зірок і планет небесами. Загалом приносить рух до всього життя, яке є млявим.

## Культ
Храми цього божества зазвичай будувалися у вигляді циліндра з тим, щоб зменшити опір повітря. Найвідомішим є храм у м. Каліштлауакі.